# مسجد جامعة بروناي دار السلام
مسجد جامعة بروناي دار السلام هو مسجد يقع في جامعة بروناي دار السلام في مدينة بندر سري بكاوان عاصمة بروناي.

## الموقع
يقع المسجد في كامبونج ريمبا على وصلة طريق فرن، يبعد حوالي ستة عشر كيلومتر من مدينة بندر سري بكاوان عاصمة بروناي.

## البناء
تم بناء مسجد جامعة بروناي دار السلام في عام 1992، على موقع أرض مساحتها حوالي 2،032 هكتار، واكتمل بناء المسجد في عام 1994، وبلغت التكلفة النهائية لبناء المسجد مبلغ 7،600،000.00 دولار أمريكي.

## الافتتاح
مسجد جامعة بروناي دار السلام هو هدية من جلالة بادوكا سيري السلطان الحاج حسن البلقيه، وقد ام افتتاح المسجد في التاسع عشر من شهر ربيع الآخر من عام 1416 هـ الموافق يوم الخامس عشر من شهر سبتمبر من عام 1995، وقد تم الافتتاح من قبل بادوكا سيري السلطان الحاج حسن البلقية سلطان بروناي دار السلام، تبلغ الطاقة الاستيعابية للمسجد خوالي 1،800 مصلي في وقت واحد.

## وصلات خارجية
- ألبوم صور مسجد جامعة بروناي دار السلام